# Walter Mahlendorf

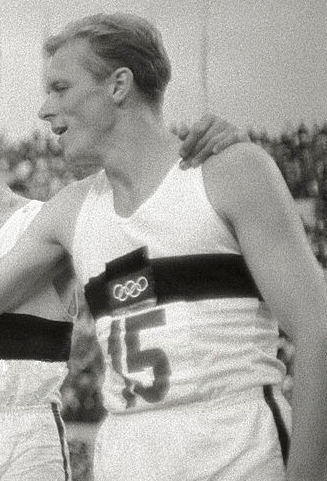
Walter Mahlendorf, 1960

Walter Mahlendorf (* 4. Januar 1935 in Sarstedt) ist ein ehemaliger deutscher Leichtathlet, der bei den Olympischen Spielen 1960 in Rom mit der deutschen Staffel Olympiasieger im 4-mal-100-Meter-Lauf wurde (39,5 s; zusammen mit Bernd Cullmann, Armin Hary und Martin Lauer;  Walter Mahlendorf als dritter Läufer).
Die deutsche Staffel wurde bei diesem Rennen Zweite, allerdings wurde die im Ziel führende Staffel der USA wegen eines Wechselfehlers disqualifiziert. Im Vorlauf hatte die deutsche Staffel mit 39,5 s einen Weltrekord aufgestellt, den sie im Endlauf egalisierte.
Walter Mahlendorf trat bei diesen Olympischen Spielen – in der gemeinsamen deutschen Mannschaft für die Bundesrepublik startend – auch im 100-Meter-Lauf an, schied aber im Vorlauf aus.
Ein weiterer Erfolg gelang ihm bei den Europameisterschaften 1958, wo er mit der deutschen Staffel die Goldmedaille gewann (40,2 s, zusammen mit Armin Hary, Heinz Fütterer und Manfred Germar; Walter Mahlendorf als Startläufer).
Mahlendorf startete für Hannover 96. In seiner aktiven Zeit war er 1,82 m groß und wog 81 kg. Nach seiner Sportlerkarriere wurde er Leiter des Sport- und Bäderamtes in Bochum.
Für seine Verdienste um den Sport in Niedersachsen wurde er in die Ehrengalerie des niedersächsischen Sports des Niedersächsischen Instituts für Sportgeschichte aufgenommen. Außerdem erhielt er am 9. Dezember 1960 das Silberne Lorbeerblatt.